# Скайлайн (фильм)
«Скайлайн» (англ. Skyline, буквально — «линия горизонта, окоём, небосклон») — фантастический фильм братьев Штраус 2010 года, о вторжении пришельцев в Лос-Анджелес. Картина вышла в прокат 11 ноября.
Фильм представляет собой малобюджетную вариацию на темы таких блокбастеров, как «День независимости» и «Война миров».

## Сюжет
Поздней ночью после вечеринки компания друзей просыпается от того, что в окно ударяет яркий свет. Один из них, Рэй, смотрит в окно, чтобы выяснить, что там происходит. Неожиданно на его лице проступают кровеносные сосуды, и некая сила вытаскивает парня наружу. Остальные, испугавшись, в спешке закрывают жалюзи на всех окнах. О том, что случилось, можно только гадать, так как ни телефоны, ни телевидение не работают.
Джеррод и Терри решают подняться на крышу и осмотреться. Они оставляют трёх девушек — Кэндис, Илейн и Дениз — дома, а по пути встречают пожилого соседа Уолта. Поднявшись наверх, они видят, как людей на улице затягивает в столб света и они поднимаются куда-то вверх, потом над городом появляются огромные космические корабли и начинают засасывать людей сотнями отовсюду. После увиденного друзья решают уехать на двух машинах к яхте Терри. Терри хочет взять машину Уолта, но старика убивают инопланетяне. Несмотря на это, они отправляются в путь. Но едва первая из машин выезжает на улицу, на неё наступает огромный монстр, мгновенно убивая Дениз, а затем и пытавшегося спастись Терри. Оставшиеся возвращаются в гараж, где на них нападает ещё один монстр, по пути убивающий другого выжившего — Колина. Друзей и жену Колина, Джен, спасает от него консьерж Оливер, врезающийся в пришельца на внедорожнике. После этого все они запираются в квартире Терри (но по пути один из монстров убивает Джен).
На следующий день они видят, как вооружённые силы США атакуют пришельцев. Но беспилотники и бомбардировщики оказываются бессильны против инопланетных захватчиков. И хотя один из больших инопланетных кораблей удаётся сбить ракетой с ядерной боеголовкой, тот, ко всеобщему ужасу, сам собой восстанавливается, а разъярённые монстры все сильнее нападают на людей. Они расправляются с отрядом спецназа, а из квартиры вытаскивают Кэндис. Джеррод и Илэйн бегут на крышу, где видят вертолёт военных и зовут на помощь, однако один из гигантских пришельцев сбивает его. Тем временем Оливер, открыв газ, взрывает квартиру вместе с проникшим в неё пришельцем. Молодые люди выбегают на крышу и оказываются в самом центре противостояния военных и инопланетян. Один из инопланетян атакует выживших. Джеррод почти проигрывает схватку, но в последний момент Илэйн оглушает пришельца. Через какое-то время пришелец приходит в себя и нападает на Илэйн. Неожиданно кожа на лице Джеррода чернеет, и он в приступе ярости набрасывается на пришельца, разрывает ему пасть и начинает вырывать органы из его головы. Пришелец погибает. Будучи ранеными в схватке с одним из монстров, они попадают в луч света, и их затягивает в огромный корабль. Там они обнаруживают, что пришельцы извлекают из людей мозги. Какие-то они пожирают, а какие-то помещают в человекоподобных носителей, что, в частности, происходит с Джерродом. Пришельцы обнаруживают, что Илейн беременна, и переправляют её в другой отсек для извлечения эмбриона. Тем временем извлечённый мозг Джеррода по неизвестным причинам приобретает красный окрас вместо синего, как у остальных. Когда его вставляют в пришельца-носителя, обнаруживается, что сознание Джеррода может полностью им управлять, и поэтому он вступает в бой, чтобы спасти Илейн и будущего ребёнка от смерти. Конец истории остаётся открытым, финальные титры сопровождаются стоп-кадрами, на которых пришелец с мозгом Джеррода отбивается от других пришельцев и уносит Илейн на руках.

## В ролях
- Эрик Бальфур — Джеррод
- Скотти Томпсон — Илэйн
- Дэвид Зайас — Оливер
- Дональд Фэйсон — Терри
- Бриттани Дэниэл — Кэндис
- Кристал Рид — Дениз
- Нил Хопкинс — Рэй
- Дж. Пол Бомер — Колин
- Таня Ньюболд — Джен
- Тони Блэк — Дерек
- Фет Махатонгди — Мэнди
- Пэм Левин — Синди

## Саундтрек
Музыку к фильму написал композитор Мэттью Марджесон. Также в картине прозвучали композиции:
- 30 Seconds To Mars — Kings and Queens,
- Royce Da 5’9 — Where’s My Money,
- Royce Da 5’9 — New Money,
- Royce Da 5’9 Feat.
- Phonte — Something 2 Ride 2,
- The Crystal Method — American Way,
- Imagine — Rain of love.

## Создание и прокат
Съёмки велись в калифорнийском жилом комплексе, где проживает Грег Штраус, и обошлись создателям всего в полмиллиона долларов. Компьютерные эффекты и реклама довели бюджет фильма до $10 млн долл.
Премьера состоялась 14 октября 2010 года.
Фильм получил рейтинг PG-13.
Хотя в американском прокате фильм не смог подняться выше 4-й строчки, свой бюджет он окупил за первую же неделю после премьеры.

## Критика
Фильм получил разгромные рейтинги. Также он был раскритикован за неоригинальный сюжет, плохо проработанный сценарий и плохую актёрскую игру.
Американские критики оценили фильм негативно, однако претензии были не к качеству спецэффектов, а к вторичности задумки и к плоскости диалогов.

## Продолжение
В 2017 году вышел фильм-продолжение «Скайлайна» — «Скайлайн 2».